# Canal de calcio tipo Q
El canal de calcio tipo Q es una proteína de membrana de la familia de los canales de calcio dependiente de voltaje. Al igual que el canal de calcio tipo N y otros de esta clase, es la subunidad α1 la que determina la mayoría de sus propiedades. Es codificada por el gen denominado CACNA1A ubicado en el cromosoma 19. Suele ser descrito conjuntamente con el canal de calcio tipo P por su similitud estructural y funcional. Ambos canales vienen conformados por la subunidad funcional CaV2.1.
Están presentes en las membranas de las células granulares del cerebelo. Tienen un umbral de activación elevado y una cinética relativamente lenta.[cita requerida]

## Características
Tanto los canales de tipo P como los canales Q se componen de subunidades alfa-1A y funcionan en la liberación de neurotransmisores. Por su similitudo estructural, muchos investigadores en el campo han adoptado la terminología actual "tipo P/Q" cuando se refieren a las acciones de uno o del otro canal. Los canales de tipo P prevalecen en las células de Purkinje del cerebelo, así como en la médula espinal y la corteza visual. Por su parte, los canales de calcio tipo Q se localizan en las neuronas granulares del cerebelo y el hipocampo. Como el resto de los canales de calcio, los canales tipo Q son dependientes de voltaje y sensibles a las acciones de bloqueadores de canales de calcio, específicamente las ω-agatoxinas derivados del veneno de la araña Agelenopsis aperta, aunque con menor afinidad que hacia el canal de calcio tipo P.
Los canales tipo P son capaces de exhibir poca o ninguna inactivación durante despolarizaciones prolongadas, mientras que los canales de tipo Q muestran una inactivación sustancial incluso después de 100 ms.

## Importancia clínica
Errores en el funcionamiento de los canales de calcipo tipo P/Q conducen a enfermedades neurológicas, incluidas la ataxia, epilepsia de ausencia, la migraña y la enfermedad de Alzheimer. 
Los canales de tipo CaV2.1 se expresan en los vasos sanguíneos renales humanos, con función en la vasoconstricción inducida por la despolarización neuronal. Por ello, la regulación del flujo sanguíneo renal con el abordaje clínico con bloqueadores de calcio podría tener efectividad con la inhibición de los canales de tipo P/Q.